# 318省道 (浙江省)
318省道又名甬梁线，原编号59，是浙江省东部的一条省道，全线位于宁波市境内，北起海曙区西成桥，此后途经望春街道、高桥、大隐、陆埠至梨洲街道（原梁辉镇），全长46.55公里。

## 历史
318省道最初的路段为梁辉至陆埠段，建于1956年。望春至高桥湖西段建成于1976年5月，1979年全线贯通。